# Fiat CR.32
A Fiat CR.32 olasz kétfedeles, együléses vadászrepülőgép, amelyet a spanyol polgárháborúban és a második világháborúban használtak.

## Története

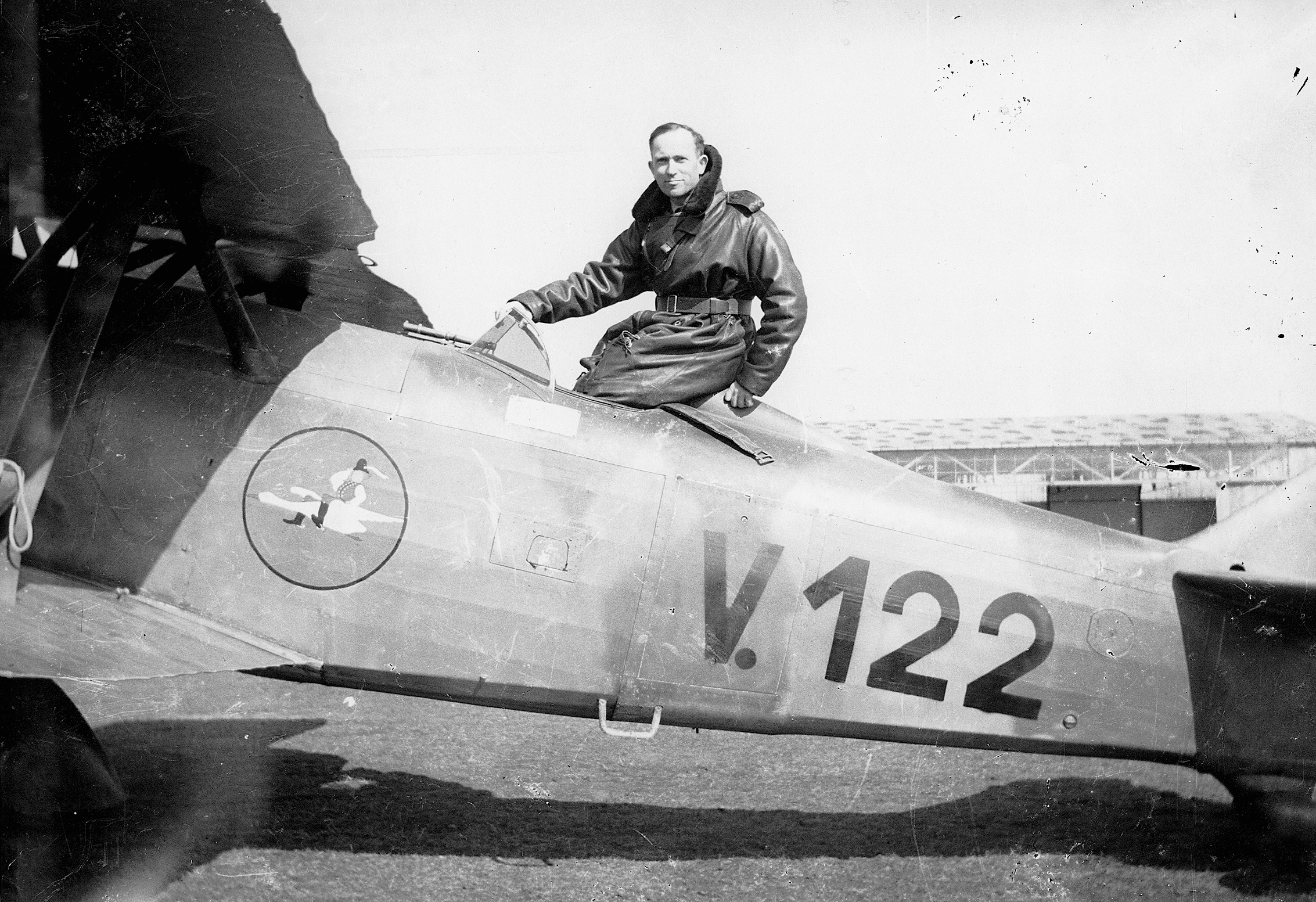
Bánhidi Antal gépészmérnök, repülőgép tervező, tartalékos hadnagy Fiat CR.32 vadászrepülőgépen

A Fiat az 1930-as évek elején megtervezte a CR.30-ast, egy kétfedelű vadászrepülőgépet, melyet 1932-től kezdtek gyártani, mivel 351 km/h-s végsebessége lenyűgözte a döntéshozókat. Egy évvel később, 1933-ban elkészült a CR.32-es is, amely egy elődjéhez hasonló, de valamivel kisebb méretű típus volt.

## Műszaki jellemzői
A Fiat CR.32-es sokban hasonlított a CR.30-asra és elődje számos részegységét örökölte, de néhány fejlesztéssel tovább növelték a gép teljesítményét. A típus minimális hossza (7,47 méter) miatt a CR.32-es pilótafülkéje nem az első szekciójába, hanem a középső rész mögé került beépítésre (a zárt pilótafülkék ekkor kezdtek elterjedni, de az olasz pilóták jobban kedvelték a nyitott fülkét, ezért ezt a típust is így alakították ki). Maga a vadászgép vegyes konstrukciójú volt: a vázat acélból és alumíniumból gyártották, de a burkolatot csak az orr részen készítették dúralumíniumból, a törzs nagyobb része, a farok és a szárnyak még vászonborítással rendelkeztek. A CR.32-es egy biplán (kétfedelű), pontosabban másfél-fedelű repülőgép volt, mivel az alsó szárny jóval kisebb méretű volt, mint a felső. A fémvázas szárnyak használata miatt a szárnyak megfelelő rögzítéséhez elegendő volt oldalanként két pár fő tartórúd, melyek ”V” alakot formáltak (csűrőkkel csak a felső szárnyakat szerelték fel). A szárnyakkal szemben a vezérsíkok már önhordóak voltak. A repülőgép motorját szinte egy az egyben emelték át elődjéből, de nem az A.30 R.A., hanem a fejlesztett A.30 R.A.bis modellt használták hozzá (mindkettő 600 lóerős, 12 hengeres, vízhűtéses hajtómű volt). A futómű a korábbi Fiatokhoz hasonlóan fordított tricikli elrendezésű volt: elöl két nagyobb, hátul egy kisméretű kerékkel (az első kerekeket a törzshöz rögzítették, mert a vékony szárnyak nem bírták volna el a leszálláskor jelentkező terhelést). Mindhárom kerék (a farokkerék is) légellenállás-csökkentő burkolatot kapott, emiatt a farokkerék sem tudott elfordulni. A típust alapvetően két darab 7,7 mm-es géppuskával szerelték fel, de a Breda-SAFAT típusú gépfegyvert az erősebb, 12,7 mm-es kaliberrel is gyártották (maga a fegyver az amerikai M1919 Browning helyi másolata volt). A tűzfegyverek mellett a CR.32-es maximum 100 kg-nyi bombát vihetett magával.

## Alkalmazása
A CR.32-es és változatai igen sikeressé váltak és a típusból összesen 1052 db épült - ebben része volt a külföldi megrendeléseknek is. Ennek oka, hogy Olaszország a két világháború között kedvelt harcjármű-gyártó országnak számított különleges helyzete miatt: győztes államként nem vonatkoztak rá a tiltó rendelkezések (mint Németországra), viszont eltávolodott az Antanttól és szinte bárkinek adott el fegyvereket és felszerelést. A Fiat CR.32-est ezért Olaszország mellett a semleges Ausztria, Kína, Magyarország, Paraguay, Spanyolország és Venezuela is rendszerbe állította.
A spanyol polgárháború alatt nagy számban használtak CR.32-eseket, melyek a legtöbb elavult, kisebb teljesítményű Köztársaság-párti vadászgép ellen még sikeresen szerepeltek (többek között számos szovjet vadászgépet és bombázót lőttek le). A típus kétségkívül az egyik legsikeresebb kétfedelű vadászgép volt, de éppen biplán kialakítása, nyitott pilótafülkéje, nem behúzható futóműve és további elavult részletei miatt a második világháború kezdetére már teljesen elavult. Ezt Olaszország nem volt hajlandó tudomásul venni és több száz gépet küldtek Észak-Afrikába, ahol kisebb sikereket még fel tudtak mutatni (kis méretüknek és kiváló fordulékonyságuknak köszönhetően gyakran megmenekültek). Olaszország - mivel az újabb típusok még nem álltak rendelkezésre kellő számban - még 1941-ben is üzemeltetett CR.32-eseket, bár ekkor már semmi esélyük nem volt az új angol típusok, például a Hawker Hurricane ellen (emiatt hamarosan már csak éjszakai szolgálatra használták őket).
Spanyolország után a CR.32-esek második legnagyobb külföldi üzemeltetője a Magyar Királyi Honvéd Légierő volt: Magyarország 1936-ig 75 példányt vett át, melyeket több alkalommal bevetett. Ilyen volt a Szlovákia elleni támadás, 1939 márciusában az 1/1 vadászszázad hat szlovák Avia B–534 és három Letov Š–328 repülőgépet lőtt le, saját veszteség nélkül. Ezek a gépek az olasz fegyverzet helyett már a magyar 8 mm űrméretű, nagy tűzgyorsaságú, motormeghatású Gebauer ikergéppuskát használták. A CR.32-eseket bevetették a keleti fronton is, csekély sikerrel. Összességében a CR.32-es egy kiforrott két világháború közötti típus volt, de a megváltozott környezetben már nem volt életképes. A Fiat vállalat a továbbfejlesztésre alkalmatlan V12-es motor helyett egy 14 hengeres, 840 lóerős Fiat A.74 csillagmotor beépítésével a CR.32-ből létrehozta ugyan a CR.42-est (melyet egészen 1943-ig gyártottak), de a valóságban a kétfedelűeket már nem lehetett érdemben fejleszteni, ezért később a Fiat is áttért az egyfedelű konstrukciókra (ld.: Freccia).

## Rendszeresítő országok
Ausztria
- Osztrák Légierő

 Kínai Köztársaság
- Kínai Légierő

 Harmadik Birodalom
- Luftwaffe (Wehrmacht)

 Magyarország
- Magyar Királyi Honvéd Légierő

 Olasz Királyság
- Regia Aeronautica

 Paraguay
- Paraguayi Légierő

 Spanyolország
- Spanyol Légierő

 Venezuela
- Venezuelai Légierő